# GIGA Heartbeat
GIGA Heartbeat, auch nur Heartbeat genannt, war eine in Deutschland produzierte und deutschsprachige Fernsehsendung rund um die Themen Romantik, Partnersuche, Liebe und Sexualität. Ausgestrahlt wurde die Sendung auf dem Programmplatz von NBC Europe in den Kabelnetzen und via Satellit. Ihren Sendestart hatte Heartbeat am Montag, dem 1. Mai 2000. Produziert wurde die Sendung von NBC Europe in den GIGA-Studios im Tiedthof in Hannover. Die tägliche Sendezeit betrug 22:00 Uhr – 23:00 Uhr. Die Entertainmentshow rund um Liebe und Zweisamkeit wurde moderiert von den GIGA-Moderatoren Kerstin Linnartz und Steffen Pahl. Die 100. Sendung wurde am 15. September 2000 begangen.

## Inhalt
Hauptinhalt der Sendung war unter anderem die Interaktivität, so konnten die Zuschauer der Internetcommunity des Senders romantische Geschichten erzählen. Zudem war die Sendung eine Anlaufstelle für Jugendliche und ihre Freizeitgestaltung, sie gab Hinweise zur Partnersuche und zum Thema Liebe und bot eine Plattform für Internetsurfer, um via Webforum, E-Mail und Chat andere kennenzulernen. Darüber hinaus erzählte die Sendung Lovestories von glücklichen Paaren, die sich über das Internet gefunden haben. In der Sendung gastierten auch häufiger prominente Gäste, welche den Zuschauern ebenfalls mit Rat und Tat zur Seite standen.

## Geschichte
Hervorgegangen ist die Sendung aus der ebenfalls damals bei NBC Europe zu empfangenden Sendung GIGA Romance. Als Urheber der Idee gilt der DFA-Gründer und damalige Geschäftsführer Helmut Keiser. Zu Beginn, ab 1. Mai 2000, wurde die Sendung immer ab 22:00 Uhr ausgestrahlt, wurde jedoch kurze Zeit später um eine Stunde nach hinten verlegt, so verschob sich der tägliche Sendebeginn auf 23:00 Uhr. Daraufhin wurde der Sendeplatz erneut verändert, da eine ebenfalls auf NBC Europe ausgestrahlte Sendung, nämlich GIGA Games aus jugendschutzrechtlichen Gründen auf den Sendeplatz um 22:00 Uhr verlegt wurde. Ihren nun festgelegten Sendebeginn hatte GIGA Heartbeat fortan um Mitternacht. Gesendet wurde bis 01:00 Uhr nachts. Im Rahmen einer Programmreform und aufgrund des sehr späten Sendeplatzes zum Schluss wurde die Sendung am 30. Juni 2001 letztmals ausgestrahlt und danach eingestellt.

## Bereiche
Ähnlich der nachmittäglichen Sendung GIGA auf NBC Europe wurden kurz nach dem Sendestart sogenannte Channel eingeführt. Da die Sendung den Fragen und Sorgen der Community auf den Grund ging, gingen folgende Bereiche in Heartbeat auf.
- Lives, der Channel für den Lifestyle. Hier wurden beispielsweise die Lebensgeschichten und Lovestories der Communitymitglieder präsentiert. Moderiert wurde der Bereich Lives von Deborah Abeßer und Luise Tophoff.

- SOS, hier konnten die Zuschauer sehr dringende Liebesprobleme anbringen und um Hilfe fragen. Dieser Bereich wurde von Florian Müller, Jumana el Husseini, Sven Distel und Jule Gölsdorf gestaltet.

- Kontakte, in diesem Bereich wurden Kontakte analog zum Webangebot Dates mit Fun kombiniert. Die Netzreporter dieses Bereiches waren Frauke Schlieckau, Christine Langner und Steffen Pahl.

- TV-Show, der Channel TV-Show, der von Kerstin Linnartz, Jumana el Husseini und Steffen Pahl moderiert und betreut wurde, beinhaltete interessante Geschichten des Teams und präsentierte spannende Meinungen und Themen der Redaktionen des Senders.